# 京都大学会計人会
京都大学会計人会（きょうとだいがくかいけいじんかい）は、京都大学の学部又は大学院の出身者であり、かつ、公認会計士又は税理士（試験合格者を含む）である者により構成される同窓会組織。本会は会員相互の親睦と発展を図り、後進の育成に協力し、母校の発展に寄与することを目的としており、京都大学同窓会の正式な構成団体である。顧問は京都大学大学院経済学研究科教授・経営管理大学院教授で、京都大学副学長の徳賀芳弘。平成27年6月13日に設立総会が開催され、初代会長として谷口隆義が選任された。

## 活動
- 2017年度（平成29年度）京都大学にて日本税理士会連合会の寄附講座運営を実施[2]。